# Gustav-Selve-Denkmal

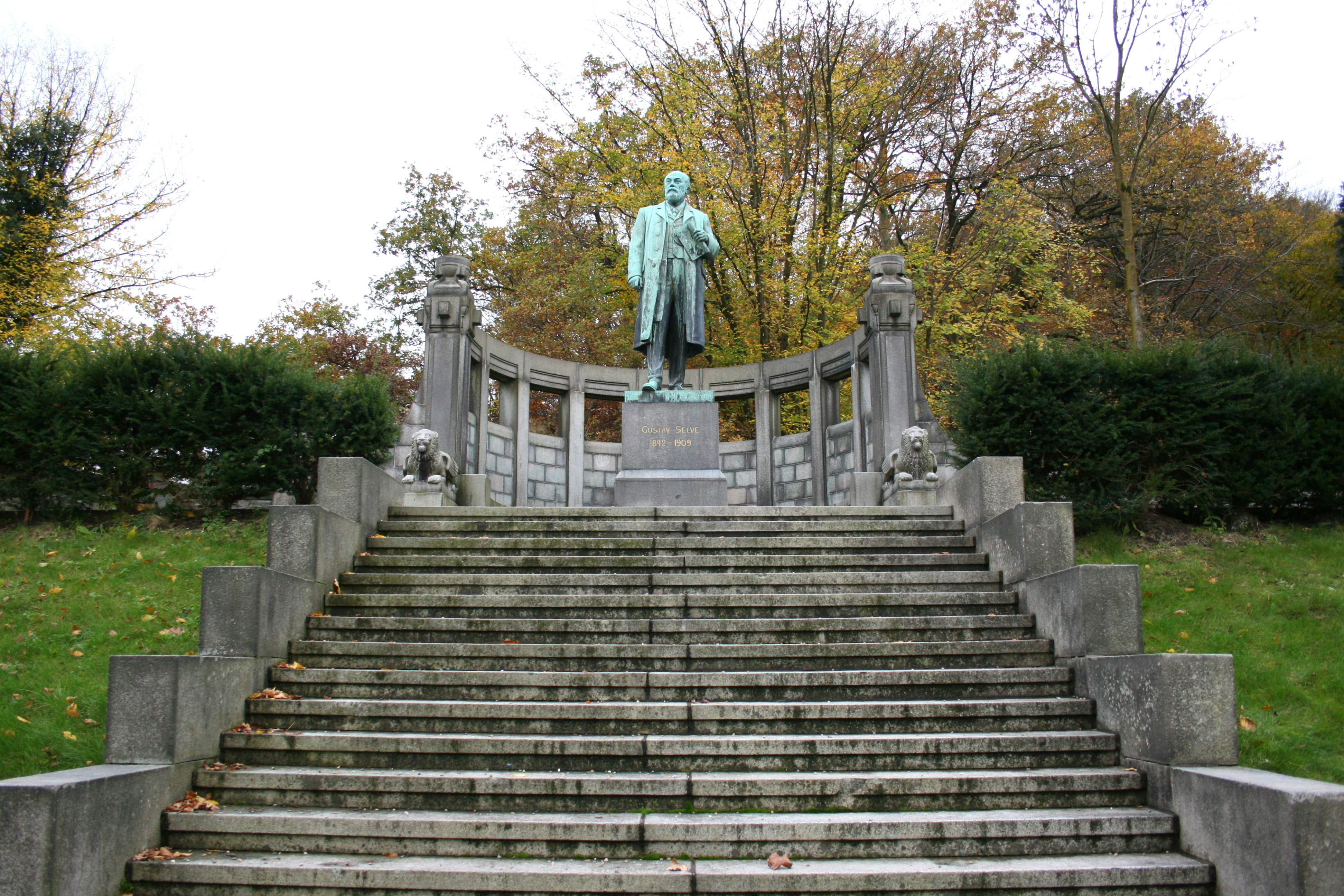
Gustav-Selve-Denkmal, Ansicht vom Fuß der Treppe

Das Gustav-Selve-Denkmal ist eine denkmalgeschützte Anlage zum Gedenken an den Großindustriellen Gustav Selve (1842–1909). Es steht in Altena, einer Stadt im Märkischen Kreis (Nordrhein-Westfalen).

## Geschichte

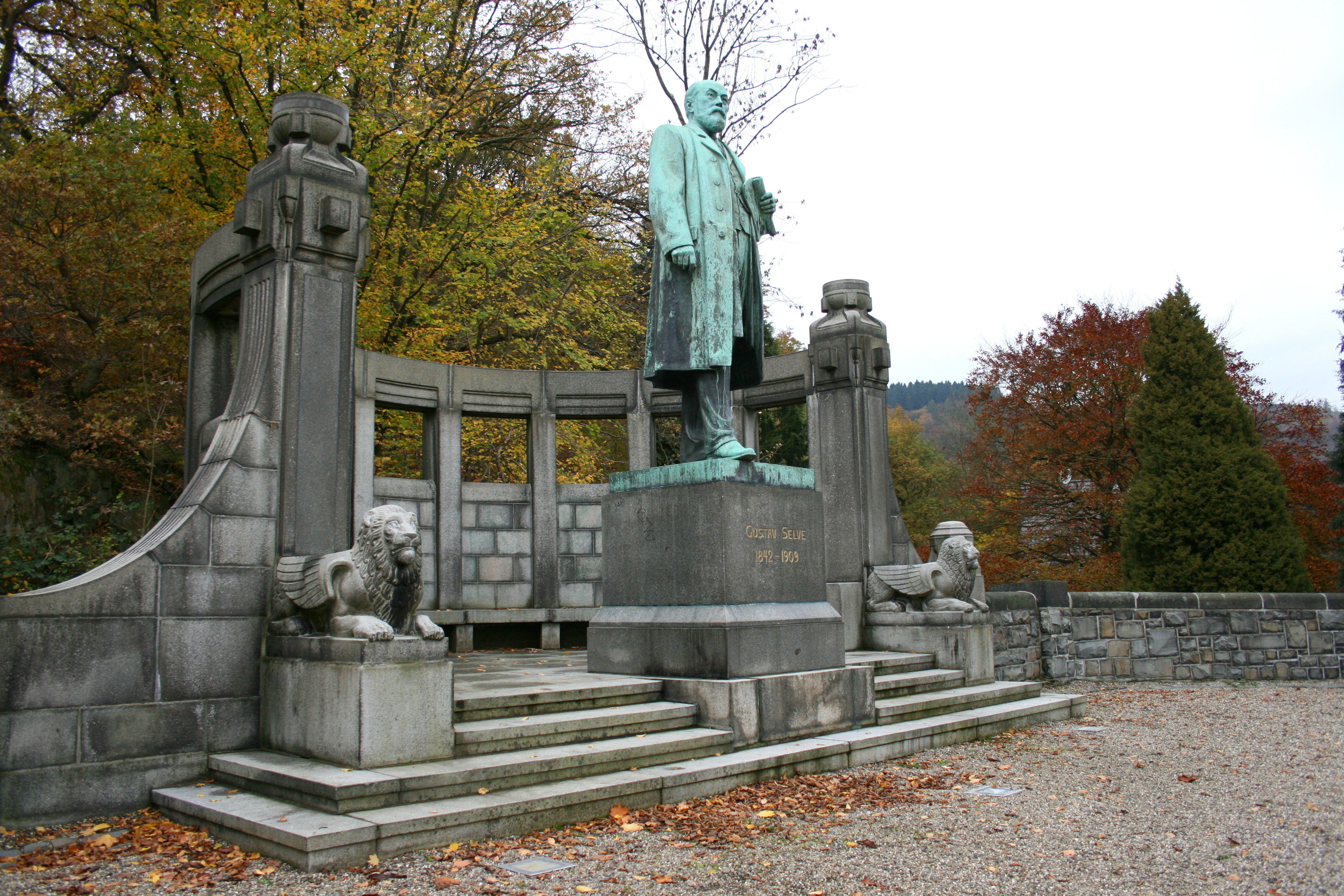
Gustav-Selve-Denkmal

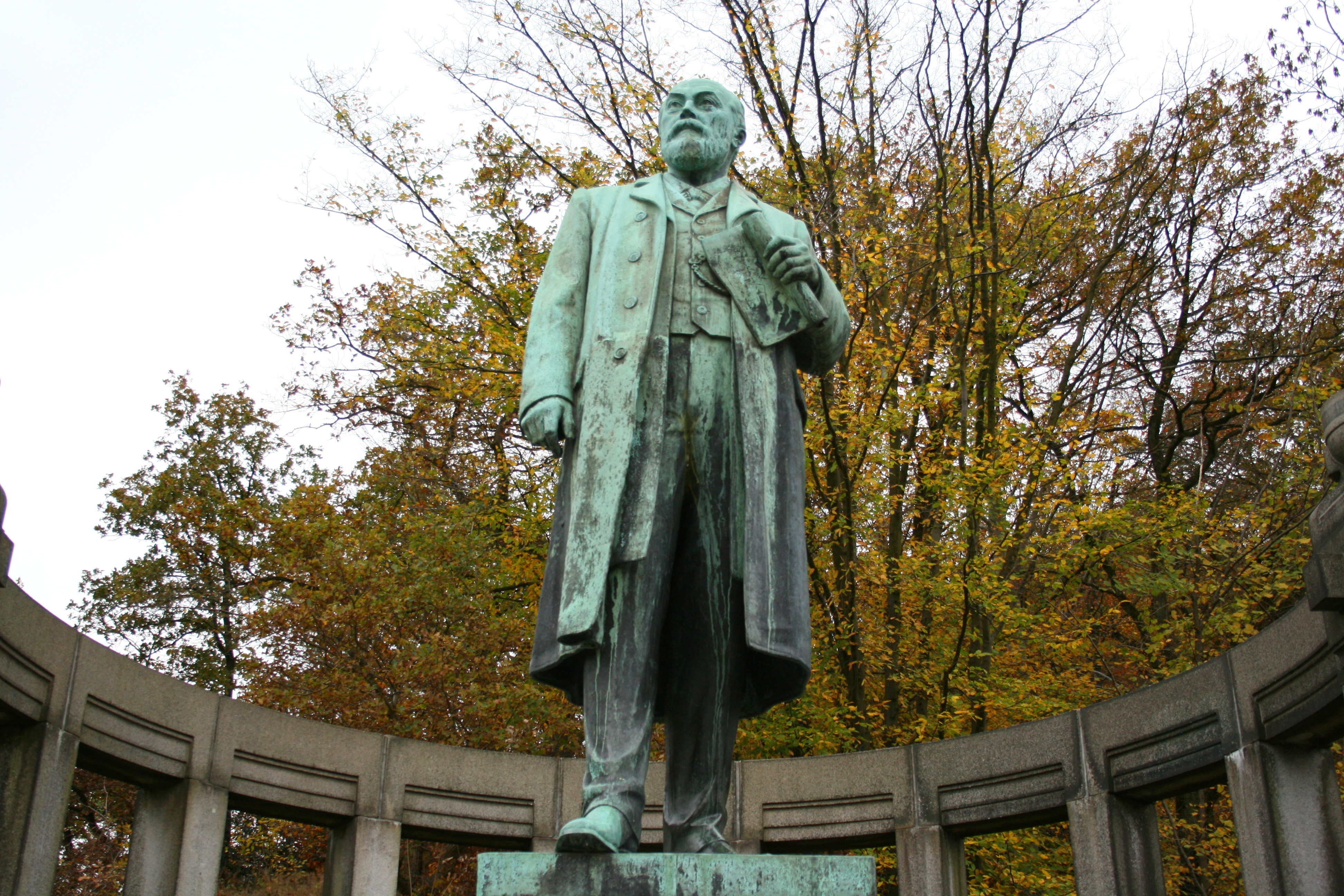
Die Bronzeplastik Gustav Selves

Das Denkmal wurde zu Ehren des in Lüdenscheid geborenen und in Altena wirkenden Unternehmers Gustav Selve erbaut. Selves Vater Hermann Dietrich Selve (* 1813; † 1881) hatte im Jahr 1861 zusammen mit dem Lüdenscheider Carl Basse (* 1802; † 1873) in Bärenstein bei Werdohl das Metallwalzwerk und Drahtzieherei Basse & Selve gegründet. Da das enge Versetal zu wenig Raum für eine aufgrund des wirtschaftlichen Erfolges bald notwendige Werkserweiterung bot, erwarb die Firma eine stillgelegte Fabrik am Schwarzenstein in Altena, wohin der Firmensitz 1869 verlegt wurde. Gustav Selve wurde nach dem Tod des Vaters und dem Ausstieg der Familie Basse 1882 Alleininhaber des Unternehmens, das er zu einem erfolgreichen Großkonzern ausbaute. Zum Zeitpunkt seines Todes im Jahr 1909 waren bei Basse & Selve insgesamt 3500 Mitarbeiter beschäftigt, von denen in Altena ca. 2400 in den verschiedenen Werken in Linscheid, am Schwarzenstein und am Lennestein arbeiteten.
Gustav Selve zeigte für seine Zeit ein herausragendes soziales Engagement für die bei ihm beschäftigten Mitarbeiter. So engagierte er sich für die Gründung der Altenaer Baugesellschaft und ließ auch selber günstige Arbeiterwohnungen bauen. Für die Mitarbeiter seiner Werke gründete er neben Schulen auch eine Konsumanstalt sowie Unterstützungskassen und eine Fabriksparkasse.
In seinem Testament bedachte er auch seine Mitarbeiter großzügig, gestaffelt nach Familienstand und Dauer der Betriebszugehörigkeit.
Aus Dankbarkeit stifteten die Mitarbeiter das Gustav-Selve-Denkmal. Einschränkend muss dabei erwähnt werden, dass diese Stiftung nicht ganz freiwillig erfolgte. Die Gelder kamen zwar tatsächlich von den Mitarbeitern, wurden aber automatisch von den durch Selve testamentarisch verfügten Schenkungen abgezogen.
Das Denkmal wurde 1911 anlässlich des 50-jährigen Firmenjubiläums von Basse & Selve, zwei Jahre nach Gustav Selves Tod eingeweiht.

## Beschreibung

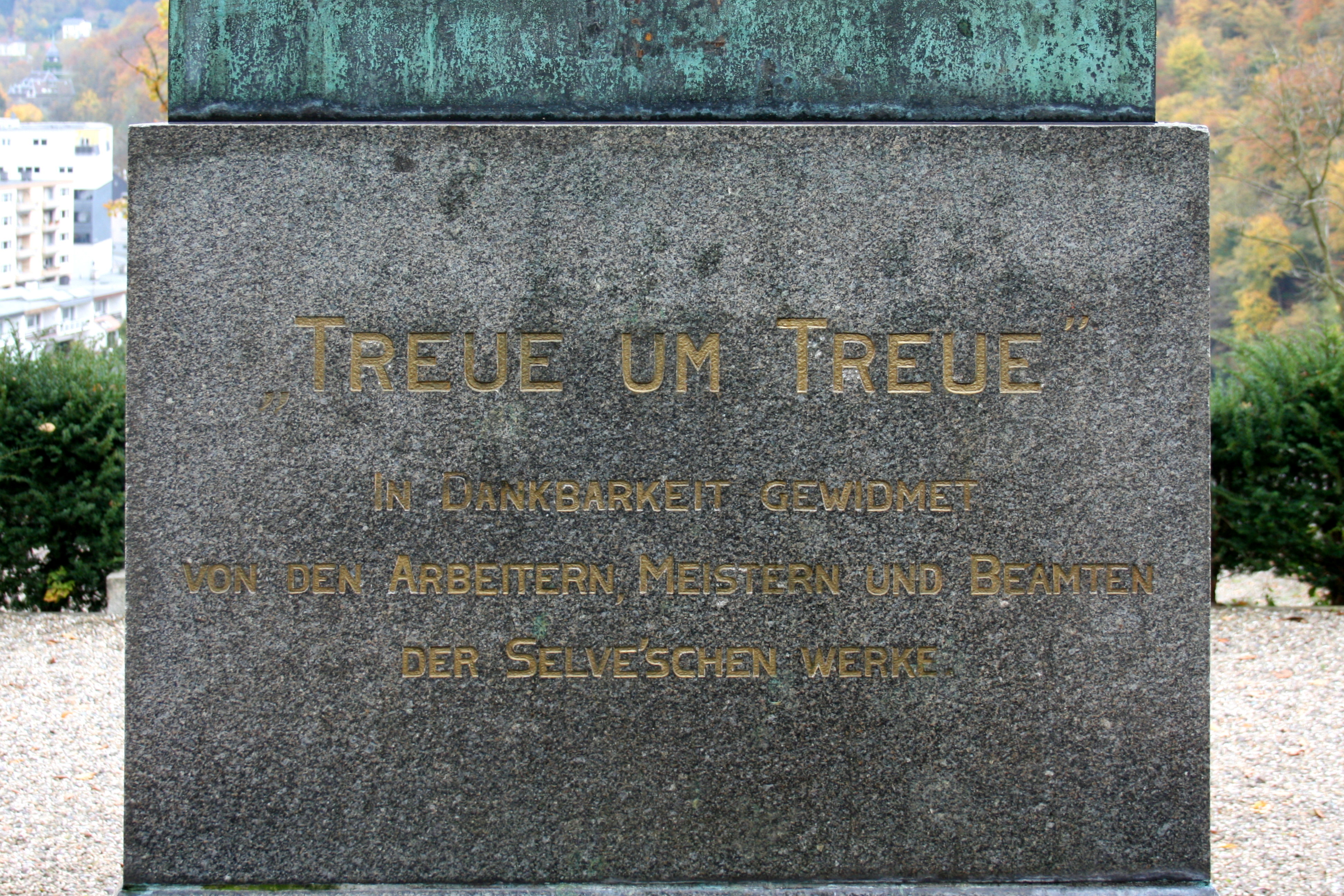
Inschrift auf der Rückseite des Sockels

Das Denkmal wurde auf einer Felsnase hoch über der Lenne errichtet.
Im Bereich des Denkmals befinden sich der Kontur des Hanges folgend kleinere terrassierte Plätze, die über eine geradläufige Treppe erreichbar sind. Die Terrassierung des Hanges wird durch etwa hüfthohe Bruchsteinmauern erreicht, die jeweils mit einem wulstigen Sattel aus Werkstein abschließen. Die einzelnen Ebenen sind durch kurze geradläufige Freitreppen miteinander verbunden.
Links der ersten in die eigentliche Denkmalanlage hineinführenden Freitreppe befindet sich ein kubischer Pavillon, dessen Dach und
Pfeiler allerdings heute verschollen sind. Von der Mittelterrasse führt eine Treppe herab zu der unteren runden Terrasse, auf der in einer sechseckigen Einfriedung aus Gitterpfeilern eine Gedenkeiche steht.
Das Zentrum der Anlage stellt das in einer Exedra auf einem Sockel stehende idealisierte Bronzestandbild Gustav Selves dar. Dieses ist etwa 4 Meter hoch. Auf der Plinthe befindet sich die Inschrift Bronzeguß von B. Förster, Düsseldorf und C. L. Buscher, Ddf. 1911. Diese weist auf die Düsseldorfer kunstgewerblichen Werkstätten Bernhard Förster und den Düsseldorfer Bildhauer Clemens Buscher (* 1855, † 1916) als Urheber der Plastik hin.
Die Skulptur zeigt Gustav Selve als energisch voranschreitenden Unternehmer, der ausschreitende rechte Fuß tritt halb über die Plinthe. Kopf und Blick sind leicht erhoben. In der linken Hand hält er mit angewinkeltem Arm eine Planrolle vor die Brust. Der Dargestellte ist mit einem offenen Gehrock bekleidet, über dem er einen ebenfalls offenen Berufsmantel trägt.
Das Standbild steht auf einer ca. 1,5 Meter hohen, einmal abgesetzten quadratischen Säule als Werksteinsockel. Auf der Vorderseite trägt diese die Inschrift Gustav Selve / 1842–1909, auf der Rückseite steht in Blockschriftkapitälchen Gustav Selves Wahlspruch Treue um Treue sowie die Unterschrift:
In Dankbarkeit gewidmet
von den Arbeitern, Meistern und Beamten
der Selve’schen Werke.
Hinter dem Standbild befindet sich eine halbkreisförmige Kolonnade mit Flügelstücken aus poliertem und gespitztem, hellerem Granit. Den Abschluss der Exedra und Flügel bildet auf beiden Seiten je ein leicht konischer profilierter Pfeiler der auf einem blockhaften Kapitell jeweils eine ebenfalls blockhafte Deckelvase trägt. Vor den beiden Kopfpfeilern befindet sich jeweils ein geflügelter Löwe. An der bildhauerischen Gestaltung der Vasen, der Pfeiler sowie der Löwen sind Einflüsse des Jugendstils zu erkennen.
Im Volksmund wird das Denkmal auch Der stille Gustav genannt. Im weiten Umkreis um das Denkmal führt der Gustav-Selve-Weg.